# Romina Marenda
Romina Marenda (Bolzano Vicentino, 9 ottobre 1984) è una pugile italiana, nella categoria dei pesi leggeri.

## Carriera pugilistica
Romina è in forza al Centro Sportivo Esercito e fa parte della nazionale Italiana di pugilato.
Nel corso della sua carriera ha vinto 3 volte i Campionati Assoluti Femminili e una volta il Guanto Rosa.
Ha partecipato a diversi tornei con la nazionale, vincendo la medaglia di Bronzo al torneo preolimpico di Londra nel 2011.